# アンジェリーナ (小惑星)
アンジェリーナ (64 Angelina) は、小惑星帯に位置する小惑星の一つ。中型の、比較的珍しいE型小惑星であり、E型小惑星としては (44) ニサと (55) パンドラに次いで3番目に大きい。かつてはE型では最も大きい小惑星だと考えられていたが、その後の研究によって推定されていた大きさの4分の1しかないことが分かった。
1861年3月4日にドイツの天文学者、エルンスト・テンペル (Ernst Wilhelm Leberecht Tempel) により発見された。これはテンペルが発見した最初の小惑星である。オーストリア（現ハンガリー領）出身の天文学者フランツ・フォン・ツァハがマルセイユ付近に造った観測所に因んで名付けられた。
E型の小惑星は近日点で異常に明るく輝く。この現象は木星の衛星であるイオ、ガニメデ、エウロパや土星の衛星のイアペトゥスでも見られる。